# Kortschildkevers
Kortschildkevers (Staphylinidae) zijn een familie uit de orde Coleoptera Met 64.000 beschreven soorten in ongeveer 3200 geslachten, behoren ze tot de grootste families van alle keverfamilies. Ze zijn gegroepeerd in 33 onderfamilies. Er zijn ongeveer 2000 soorten in Midden-Europa.

## Kenmerken
Deze 0,1- 3 cm grote kevers zijn glad en langwerpig en gemakkelijk te herkennen aan de sterk verkorte dekschilden, waardoor ze enigszins aan oorwormen doen denken. Ze missen echter de tangen (cerci) van de oorwormen aan het achterlijf. Onder de korte dekschilden (elytra) zitten sterk opgevouwen maar meestal wel functionele vleugels. Kortschildkevers zijn meestal zwart of donker gekleurd hoewel felle kleuren ook voorkomen.

## Leefwijze
De meeste kortschildkevers zijn felle jagers. Grote exemplaren kunnen met hun kaken de menselijke huid doorboren. Verder zijn ze niet schadelijk of gevaarlijk. De kleine soorten zijn meestal dagactief, de grotere soorten nachtactief. De meeste in agrarisch gebied voorkomende soorten voeden zich met insecten. Andere soorten nemen genoegen met verteerd organisch materiaal en schimmels. Sommige soorten leven parasitair in mierenkolonies.
De soorten, die zich voeden met insecten, kunnen slechts vloeibaar voedsel opzuigen, waarvoor ze eerst een gaatje in hun prooi moeten bijten. Met hun speeksel lossen ze de inhoud op.
Hun prooien bestaan afhankelijk van de soort uit larven (maden) van vliegen (wortelvlieg), bladwespen en wantsen, springstaarten en andere primitieve ongewervelden, zoals rupsen, slakken, mijten en kleine wormen.
Zelf worden ze gegeten door spinnen, roofwantsen, loopkevers en roofvliegen, maar ook door amfibieën, vogels en vleermuizen. Ook parasitaire schimmels vormen de voornaamste belagers, maar in veel minder mate sluipwespen en nematoden. Ook kannibalisme komt voor.

## Voortplanting
De voortplanting is soortafhankelijk en geschiedt via een bevruchting ofwel door parthenogenese, meestal in het voorjaar of de herfst.
De 0,5 mm lange, ovale eitjes zijn gelatineachtig en worden afgezet in de grond in de buurt van de wortel. Aanvankelijk zijn ze bleekgroen, maar na enkele dagen kleuren ze donkerder. Er worden dagelijks ongeveer 4 tot 10 eitjes afgezet, in totaal een honderdtal per vrouwtje.

## Verspreiding en leefgebied
Deze familie komt wereldwijd voor op de grond, in aarde, paddenstoelen, strooisel, kadavers en mierennesten.

## Determinatie
Determinatie is lastig door de grote aantallen soorten (1141 soorten in Nederland alleen al, wereldwijd 60.000 soorten.) en de grote gelijkvormigheid binnen de familie. Een goede determinatie lukt alleen met determinatietabellen en een microscoop.

## Taxonomie
De volgende taxa zijn bij de familie ingedeeld:
- Onderfamilie Glypholomatinae Jeannel, 1962
  - Geslacht Glypholoma Jeannel, 1962
    - = Lathrimaeodes Scheerpeltz, 1972

  - Geslacht Proglypholoma Thayer, 1997
- Onderfamilie Microsilphinae Crowson, 1950
- Onderfamilie Omaliinae MacLeay, 1825
  - Tribus Anthophagini Thomson, 1859
  - Tribus Aphaenostemmini Peyerimhoff, 1914
  - Tribus Corneolabiini Steel, 1950
  - Tribus Coryphiini Jakobson, 1908
    - Ondertribus Boreaphilina Zerche, 1990
    - Ondertribus Coryphiina Jakobson, 1908

  - Tribus Eusphalerini Hatch, 1957
  - Tribus Hadrognathini Portevin, 1929
  - Tribus Omaliini MacLeay, 1825
- Onderfamilie Empelinae Newton and Thayer, 1992
- Onderfamilie Proteininae Erichson, 1839
  - Tribus Anepiini Steel, 1966
  - Tribus Austrorhysini Newton and Thayer, 1995
  - Tribus Nesoneini Steel, 1966
  - Tribus Proteinini Erichson, 1839
  - Tribus Silphotelini Newton and Thayer, 1995
- Onderfamilie Micropeplinae Leach, 1815
- Onderfamilie Neophoninae Fauvel, 1905
- Onderfamilie Dasycerinae Reitter, 1887
- Onderfamilie Protopselaphinae Newton and Thayer, 1995
- Onderfamilie Pselaphinae Latreille, 1802
  - Supertribus Batrisitae Reitter, 1882
    - Tribus Amauropini Jeannel, 1948
    - Tribus Batrisini Reitter, 1882
      - Ondertribus Ambicocerina Leleup, 1970
      - Ondertribus Batrisina Reitter, 1882
      - Ondertribus Leupeliina Jeannel, 1954
      - Ondertribus Stilipalpina Jeannel, 1954

    - Tribus Thaumastocephalini Poggi, Nonveiller, Colla, Pavićević and Rada, 2001

  - Supertribus Clavigeritae Leach, 1815
    - Tribus Clavigerini Leach, 1815
      - Ondertribus Apoderigerina Jeannel, 1954
      - Ondertribus Clavigerina Leach, 1815
      - Ondertribus Clavigerodina Schaufuss, 1882
      - Ondertribus Disarthricerina Jeannel, 1949
      - Ondertribus Hoplitoxenina Célis, 1969
      - Ondertribus Lunillina Célis, 1969
      - Ondertribus Mastigerina Jeannel, 1954
      - Ondertribus Miroclavigerina Jeannel, 1949
      - Ondertribus Neocerina Jeannel, 1954
      - Ondertribus Radamina Jeannel, 1954
      - Ondertribus Thysdariina Jeannel, 1954

    - Tribus Colilodionini Besuchet, 1991
    - Tribus Tiracerini Besuchet, 1986

  - Supertribus Euplectitae Streubel, 1839
    - Tribus Bythinoplectini Schaufuss, 1890
      - Ondertribus Bythinoplectina Schaufuss, 1890
      - Ondertribus Pyxidicerina Raffray, 1904

    - Tribus Dimerini Raffray, 1908
    - Tribus Euplectini Streubel, 1839
    - Tribus Jubini Raffray, 1904
    - Tribus Mayetiini Winkler, 1925
    - Tribus Metopiasini Raffray, 1904
      - Ondertribus Metopiasina Raffray, 1904
        - Geslacht Barrometopia Park, 1942
        - Geslacht Bibrax Fletcher, 1927
        - Geslacht Chandleria Comellini, 1998
        - Geslacht Metopias Gory, 1832
          - = Marnax Laporte de Castelnau, 1835

        - Geslacht Metopiasoides Comellini, 2000
        - Geslacht Metopiellus Raffray, 1908[7]
        - Geslacht Metopiosoma Raffray, 1908
        - Geslacht Metopioxys Reitter, 1885

      - Ondertribus Rhinoscepsina Bowman, 1934
        - Geslacht Rhinoscepsis LeConte, 1878

    - Tribus Trichonychini Reitter, 1882
      - Ondertribus Bibloporina Park, 1951
      - Ondertribus Panaphantina Jeannel, 1950
      - Ondertribus Trichonychina Reitter, 1882
      - Ondertribus Trimiina Bowman, 1934

    - Tribus Trogastrini Jeannel, 1949
      - Ondertribus Phtegnomina Park, 1951
      - Ondertribus Rhexiina Park, 1951
      - Ondertribus Trogastrina Jeannel, 1949

  - Supertribus Faronitae Reitter, 1882
  - Supertribus Goniaceritae Reitter, 1882 (1872)
    - Tribus Arnylliini Jeannel, 1952
    - Tribus Barrosellini Leleup, 1973
    - Tribus Brachyglutini Raffray, 1904
      - Ondertribus Baradina Park, 1951
      - Ondertribus Brachyglutina Raffray, 1904
      - Ondertribus Decarthrina Park, 1951
      - Ondertribus Eupseniina Park, 1951

    - Tribus Bythinini Raffray, 1890
      - Ondertribus Bythinina Raffray, 1890
      - Ondertribus Machaeritina Jeannel, 1950
      - Ondertribus Xenobythina Jeannel, 1950

    - Tribus Cyathigerini Schaufuss, 1872
    - Tribus Goniacerini Reitter, 1882 (1872)
    - Tribus Imirini Jeannel, 1949
    - Tribus Iniocyphini Park, 1951
      - Ondertribus Iniocyphina Park, 1951
      - Ondertribus Natypleurina Newton and Thayer, 1992

    - Tribus Machadoini Jeannel, 1951
    - Tribus Proterini Jeannel, 1949
    - Tribus Pygoxyini Reitter, 1909
    - Tribus Speleobamini Park, 1951
    - Tribus Tychini Raffray, 1904
    - Tribus Valdini Park, 1953

  - Supertribus Pselaphitae Latreille, 1802
    - Tribus Arhytodini Raffray, 1890
    - Tribus Attapseniini Bruch, 1933
    - Tribus Ctenistini Blanchard, 1845
    - Tribus Hybocephalini Raffray, 1890
    - Tribus Odontalgini Jeannel, 1949
    - Tribus Pachygastrodini Leleup, 1969
    - Tribus Phalepsini Jeannel, 1949
    - Tribus Pselaphini Latreille, 1802
      - Geslacht Pselaphogenius Reitter, 1910[8]
        - Pselaphogenius chloe Sabella, Viglianisi & Bekchiev, 2019

    - Tribus Schistodactylini Raffray, 1890
    - Tribus Tmesiphorini Jeannel, 1949
    - Tribus Tyrini Reitter, 1882
      - Ondertribus Centrophthalmina Jeannel, 1949
      - Ondertribus Janusculina Cerruti, 1970
      - Ondertribus Somatipionina Jeannel, 1949
      - Ondertribus Tyrina Reitter, 1882
- Onderfamilie Phloeocharinae Erichson, 1839
- Onderfamilie Olisthaerinae Thomson, 1858
  - Geslacht  † Anicula Ryvkin, 1985
    -  † Anicula inferna Ryvkin, 1985

  - Geslacht Olisthaerus Dejean, 1833
    - Olisthaerus megacephalus (Zetterstedt, 1828)
      - = Omalium megacephalus Zetterstedt, 1828
      - = Olisthaerus laticeps LeConte, 1850

    - Olisthaerus substriatus (Paykull, 1790)
      - = Staphylinus substriatus Paykull, 1790
      - = Olisthaerus nitidus LeConte, 1850
- Onderfamilie Tachyporinae MacLeay, 1825
  - Tribus Deropini Smetana, 1983
    - Geslacht Derops Sharp, 1889

  - Tribus Megarthropsini Cameron, 1919
    - Geslacht Megarthropsis Cameron, 1919
      - Megarthropsis decorata Cameron, 1919

    - Geslacht Nepaliodes Coiffait, 1977
    - Geslacht Peitowopsis Smetana, 1992

  - Tribus Mycetoporini Thomson, 1859
    - Geslacht Bolitobius Leach, 1819
    - Geslacht Bolitopunctus Campbell, 1993
    - Geslacht Bryophacis Reitter, 1909

  - Tribus Tachyporini MacLeay, 1825
  - Tribus Vatesini Seevers, 1958
- Onderfamilie Trichophyinae Thomson, 1858
- Onderfamilie Habrocerinae Mulsant and Rey, 1876
  - Geslacht Habrocerus Erichson, 1839[9]
    - Habrocerus bisetosus Assing, 2014[10]
    - Habrocerus canariensis Assing and Wunderle, 1995
    - Habrocerus capillaricornis (Gravenhorst, 1806)
      - = Tachyporus capillaricornis Gravenhorst, 1806[11]
      - = Habrocerus nodicornis (Stephens, 1832)

    - Habrocerus costaricensis Assing and Wunderle, 1995
    - Habrocerus cyprensis Assing and Wunderle, 1995
    - Habrocerus ibericus Assing and Wunderle, 1995
    - Habrocerus indicus Assing and Wunderle, 1995
    - Habrocerus magnus LeConte, 1878
    - Habrocerus neglectus Assing, 1998[12]
    - Habrocerus pisidicus Korge, 1971
    - Habrocerus schillhammeri Assing and Wunderle, 1995
    - Habrocerus schwarzi Horn, 1877
    - Habrocerus schuelkei Assing and Wunderle, 1996
    - Habrocerus simulans Assing and Wunderle, 1995
    - Habrocerus splendens Assing, 2008[13]
    - Habrocerus tichomirovae (Filatova, 1981)
      - = Nomimocerus tichomirovae Filatova, 1981

    - Habrocerus tropicus Wendeler, 1956

  - Geslacht Nomimocerus Coiffait and Saiz, 1965 
    - Nomimocerus conus Assing and Wunderle,  1996
    - Nomimocerus longispinosus Assing and Wunderle, 1995
    - Nomimocerus marginicollis (Solier, 1849)
      - = Tachyporus marginicollis Solier, 1849
      - = Nomimocerus rufescens (Solier, 1849)

    - Nomimocerus parvispinosus Assing and Wunderle, 1995
    - Nomimocerus peckorum Assing and Wunderle, 1995.
    - Nomimocerus septentrionalis Assing, 1998[12]
- Onderfamilie Aleocharinae Fleming, 1821
- Onderfamilie Trigonurinae Reiche, 1866
- Onderfamilie Apateticinae Fauvel, 1895
- Onderfamilie Scaphidiinae Latreille, 1806
  - Tribus Cypariini Achard, 1924
  - Tribus Scaphidiini Latreille, 1806
  - Tribus Scaphiini Achard, 1924
  - Tribus Scaphisomatini Casey, 1893
- Onderfamilie Piestinae Erichson, 1839
- Onderfamilie Osoriinae Erichson, 1839
  - Tribus Eleusinini Sharp, 1887
  - Tribus Leptochirini Sharp, 1887
  - Tribus Osoriini Erichson, 1839
    - Ondertribus Osoriina Erichson, 1839
    - Ondertribus Parosoriina Bernhauer and Schubert, 1911

  - Tribus Thoracophorini Reitter, 1909
    - Ondertribus Clavilispinina Newton and Thayer, 1992
    - Ondertribus Glyptomina Newton and Thayer, 1992
    - Ondertribus Lispinina Bernhauer and Schubert, 1910
    - Ondertribus Thoracophorina Reitter, 1909
- Onderfamilie Oxytelinae Fleming, 1821
  - Tribus Blediini Ádám, 2001
  - Tribus Coprophilini Heer, 1839
  - Tribus Euphaniini Reitter, 1909
  - Tribus Oxytelini Fleming, 1821
  - Tribus Planeustomini Jacquelin du Val, 1857
- Onderfamilie Oxyporinae Fleming, 1821
- Onderfamilie Megalopsidiinae Leng, 1920
- Onderfamilie Scydmaeninae Leach, 1815
  - Supertribus  † Hapsomelitae Poinar and Brown, 2004
  - Supertribus Mastigitae Fleming, 1821
    - Tribus Clidicini Casey, 1897
    - Tribus Leptomastacini Casey, 1897
    - Tribus Mastigini Fleming, 1821

  - Supertribus Scydmaenitae Leach, 1815
    - Tribus Cephenniini Reitter, 1882
    - Tribus Chevrolatiini Reitter, 1882
    - Tribus Cyrtoscydmini Schaufuss, 1889
    - Tribus Eutheiini Casey, 1897
    - Tribus Leptoscydmini Casey, 1897
    - Tribus Plaumanniolini Costa Lima, 1962
    - Tribus Scydmaenini Leach, 1815
- Onderfamilie Steninae MacLeay, 1825
- Onderfamilie Euaesthetinae Thomson, 1859
  - Tribus Alzadaesthetini Scheerpeltz, 1974
  - Tribus Austroesthetini Cameron, 1944
  - Tribus Euaesthetini Thomson, 1859
  - Tribus Fenderiini Scheerpeltz, 1974
  - Tribus Nordenskioldiini Bernhauer and Schubert, 1911
  - Tribus Stenaesthetini Bernhauer and Schubert, 1911
- Onderfamilie Solieriinae Newton and Thayer, 1992
- Onderfamilie Leptotyphlinae Fauvel, 1874
  - Tribus Cephalotyphlini Coiffait,  1963
  - Tribus Entomoculiini Coiffait, 1957
  - Tribus Leptotyphlini Fauvel, 1874
  - Tribus Metrotyphlini Coiffait, 1963
  - Tribus Neotyphlini Coiffait, 1963
- Onderfamilie Pseudopsinae Ganglbauer, 1895
- Onderfamilie Paederinae Fleming, 1821
  - Tribus Paederini Fleming, 1821
    - Ondertribus Astenina Hatch, 1957
    - Ondertribus Cryptobiina Casey, 1905
    - Ondertribus Cylindroxystina Bierig, 1943
    - Ondertribus Dolicaonina Casey, 1905
    - Ondertribus Echiasterina Casey, 1905
    - Ondertribus Lathrobiina Laporte, 1835
    - Ondertribus Lithocharina Casey, 1905
    - Ondertribus Medonina Casey, 1905
    - Ondertribus Paederina Fleming, 1821
    - Ondertribus Scopaeina Mulsant and Rey, 1878
    - Ondertribus Stilicina Casey, 1905
    - Ondertribus Stilicopsina Casey, 1905

  - Tribus Pinophilini Nordmann, 1837
    - Ondertribus Pinophilina Nordmann, 1837
    - Ondertribus Procirrina Bernhauer and Schubert, 1912
- Onderfamilie Staphylininae Latreille, 1802
  - Tribus Arrowinini Solodovnikov and Newton, 2005
  - Tribus Diochini Casey, 1906
  - Tribus Maorothiini Assing, 2000
  - Tribus Othiini Thomson, 1859
  - Tribus Platyprosopini Lynch Arribálzaga, 1884
  - Tribus Staphylinini Latreille, 1802
    - Ondertribus Amblyopinina Seevers, 1944
    - Ondertribus Anisolinina Hayashi, 1993
    - Ondertribus Eucibdelina Sharp, 1889
    - Ondertribus Hyptiomina Casey, 1906
    - Ondertribus Philonthina Kirby, 1837
    - Ondertribus Quediina Kraatz, 1857
    - Ondertribus Staphylinina Latreille, 1802
    - Ondertribus Tanygnathinina Reitter, 1909
    - Ondertribus Xanthopygina Sharp, 1884

  - Tribus Xantholinini Erichson, 1839
- Onderfamilie  † Protactinae Heer, 1847

## Geslachten
Beperkte lijst van geslachten:
- Actocharis
- Adota
- Aleochara
- Amblopusa
- Anotylus
- Arena
- Arthromelus
- Atheta
- Baeostethus
- Batriscenites
- Batrisocenus
- Bisnius
- Blediotrogus
- Bledius
- Brachygluta
- Brachypronomaea
- Briara
- Briaraxis
- Brundinia
- Bryobiota
- Bryothinusa
- Cafius
- Cameronium
- Carpelimus
- Cephennodes
- Chetocephalus
- Chilodera
- Corallis
- Crymus
- Dasydera
- Diaulota
- Diglotta Champion, 1899
- Euphytosus
- Gabronthus
- Giulianium
- Gyronotus
- Hadropinus
- Hadrotes
- Halobrecta
- Halorhadinus
- Heterota
- Heterothops
- Homalota Mannerheim, 1830
- Hydrosmecta
- Ianmoorea
- Iotarphia
- Lautaea
- Linoglossa
- Liparocephalus
- Liusus
- Macralymma
- Mangalobythus
- Medon
- Micralymma
- Microsilpha
- Myllaena
- Myrmecopora
- Nisaxis
- Omaliomimus
- Omalium
- Ophioomma
- Oreuryalea
- Orthidus
- Osakatheta
- Paractocharis
- Paramblopusa
- Pareiobledius
- Pedisinops
- Philonthus
- Phucobius
- Physoplectus
- Phytosus
- Polypea
- Pontomalota
- Prosthecarthron
- Psammopora
- Psammostiba
- Pseudopasilia
- Quediocafus
- Quedius Stephens, 1829
- Remus
- Rothium
- Salinamexus
- Sartallus
- Sunius
- Tarphiota
- Teropalpus
- Tetrasticta Kraatz, 1857
- Thinobiosus
- Thinobius
- Thinocafius
- Thinopinus
- Thinusa